# Aleksander (Kudriaszow)
Aleksander, imię świeckie Aleksandr Iwanowicz Kudriaszow (ur. 3 października 1940 w Rudzatach, powiat dyneburski, Łotwa) – zwierzchnik autonomicznego Łotewskiego Kościoła Prawosławnego z tytułem metropolity Rygi i całej Łotwy.

## Życiorys
Ukończył studia na wydziale historyczno-filologicznym instytutu pedagogicznego w Dyneburgu i pracował jako nauczyciel języka rosyjskiego w szkołach średnich w Rydze. Następnie pracował jako barman. W 1982 został wyświęcony na diakona, a następnie na kapłana. Służył w eparchii permskiej Rosyjskiego Kościoła Prawosławnego, a następnie w cerkwi Przemienienia Pańskiego w Rydze. Od 1984 r. był dziekanem dekanatów madońskiego i valmierskiego. Od 1988 zasiadał w Radzie Eparchialnej, zaś od roku następnego redagował jej oficjalny organ prasowy. Zaocznie ukończył seminarium duchowne w Moskwie. 
10 czerwca 1989 złożył śluby zakonne i następnego dnia otrzymał godność archimandryty. 23 lipca tego samego roku mianowany biskupem dyneburskim, biskupem pomocniczym eparchii ryskiej. Od 27 października 1990 biskup ryski i całej Łotwy, następnie od 25 lutego 1994 – arcybiskup i od 25 lutego 2002 metropolita na tej samej katedrze. 
Pod koniec 2018, po opublikowaniu zawartości archiwum łotewskiego KGB, ujawniono, iż w 1982 r. został zwerbowany do współpracy z KGB pod pseudonimem "Czitatiel'".